# St. Johann (Osnabrück)
Koordinaten: 52° 16′ 14″ N, 8° 3′ 6,1″ O
St. Johann (auch Johanniskirche) ist eine ehemalige Stiftskirche ist eine katholische Pfarrkirche in Osnabrück. Sie gilt als eine der frühesten großen gotischen Hallenkirchen Deutschlands. Schutzpatron der Kirche ist Johannes der Täufer. Sie umfasst ein dreischiffiges Langhaus, einen gerade geschlossenen Chor, ein Ostquerschiff und einen zweitürmigen Westriegelbau. Dieser ist Merkmal für die ursprüngliche Funktion als Stiftskirche. Bei dem kreuzförmig angelegten Bau mit monumentaler Westfassade wurden architektonische Anregungen aus Westfalen und Niedersachsen sowie aus dem Rheinland aufgegriffen und selbständig angewandt. Obwohl dieser Bau für den Beginn der Gotik in Deutschland von entscheidender Bedeutung ist, blieb er ohne wesentliche Nachfolge. Ihre Pfarrgemeinde gehört zum Dekanat Osnabrück-Stadt des Bistums Osnabrück.
Die Johanniskirche steht an der geschäftsreichen Johannisstraße in Osnabrück. Sie ist der Siedlungskern der alten Neustadt und ragt weit über deren Häuser hinaus. Neben dem Osnabrücker Dom, St. Marien und St. Katharinen ist St. Johann die vierte mittelalterliche Kirche in der Osnabrücker Innenstadt. Vor der Kirche befindet sich eine Kapelle. Sie verstärkt die Abgrenzung des Sakralbereiches aus der modernen Geschäftsstraße.

## Baugeschichte
Bischof Dietmar von Osnabrück (1003–1023) gründete das dem heiligen Johannes geweihte Kollegiatstift und legte am 13. Juli 1011 den Grundstein zur ersten Johanniskirche. Um das Stift und seine Lateinschule herum entwickelte sich eine Neustadt, die bis 1306 getrennt von der Altstadt verwaltet wurde. Durch Grabungen wurde innerhalb der heutigen Vierung der Johanniskirche der hufeisenförmige, apsidiale Chor aus der Gründerzeit ermittelt. Anscheinend bot dieser erste Chor nicht genug Platz, weshalb er um 1100 durch ein quadratisches Chorjoch und einen apsidialen Chorschluss erweitert wurde. 1147 wurden die Pfarrsprengel der neuen Pfarrei St. Johann und der älteren Dompfarrei abgegrenzt.
Am 25. März des Jahres 1256 legte der Bischof Bruno, Graf von Isenburg (1251–1258), den Grundstein für den umfassenden Neubau der zweiten Stifts- und Pfarrkirche und markierte damit den Baubeginn der heutigen Kirche. Das geschah etwa gleichzeitig mit dem letzten Ausbau des Chores am Dom zu Osnabrück. Es wird vermutet, dass der Neubau im 13. Jahrhundert auf der Ost- und Westseite aus Rücksicht auf den zunächst noch stehengelassenen Vorgängerbau begonnen wurde. Wie schon bei den vorherigen Kirchen diente die etwas herausragende trockene Sanddüne dicht an der uralten Handelsstraße wieder als Untergrund für die neuen Fundamente. Nach den Grundierungsarbeiten wurde vermutlich als erstes der Ostbau, also Chor und Querschiff hochgezogen. So wurde die zu klein gewordene alte Kirche zunächst an drei Seiten umschlossen und später ganz ersetzt. Aufgrund gefundener verschiedener Steinmetzzeichen wird davon ausgegangen, dass mehrere Meister und viele Bauleute am Neubau beteiligt waren. Am 18. August 1292 wurde der Schlussstein gesetzt und die Kirche feierlich geweiht. Die Bauarbeiten waren zum Zeitpunkt der Weihe jedoch noch nicht beendet und zogen sich bis zum Anfang des 14. Jahrhunderts hin.

## Baubeschreibung

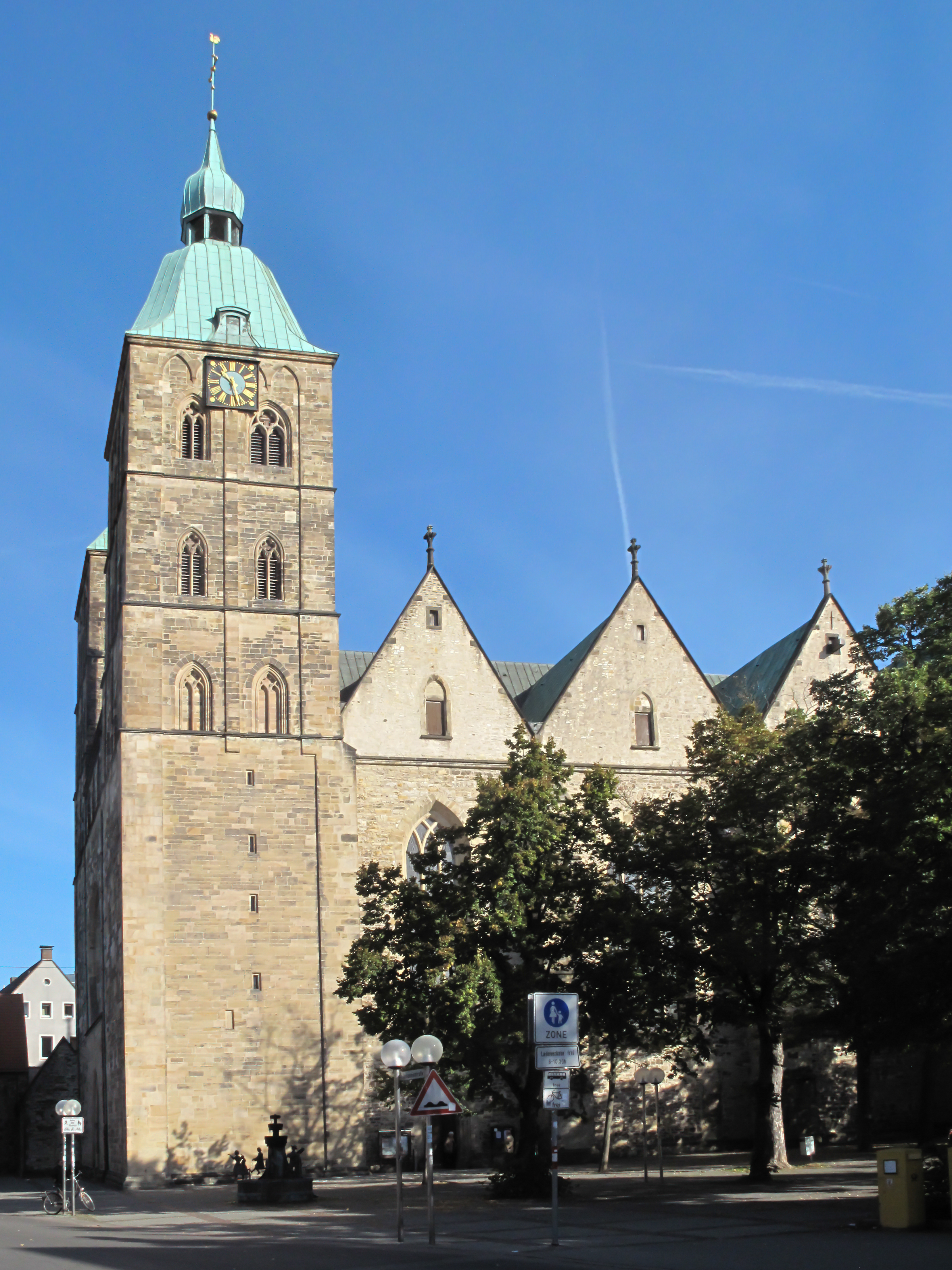
Johanniskirche (2013)

### Aufbau/Grundriss
Die Johanniskirche ist eine dreischiffige, dreijochige Hallenkirche mit Ostquerschiff, gerade geschlossenem Chor und einem zweitürmigen Westriegelbau mit kreuzförmigem Grundriss. Zwischen Chor und südlichem Querschiffarm befindet sich die Sakristei, zwischen Chor und nördlichem Querschiffarm sind rechtwinklig Stiftsgebäude angebaut. Im Norden schließt sich der Kreuzgang mit der Kreuzkapelle als Andachtsraum an. Das Bauwerk ist geostet.

### Außenbau
Der Ostbau und das Langhaus wurden aus Bruchsteinen, der Westbau aus Steinquadern erbaut. Das ursprünglich sehr reiche Maßwerk wurde während des Zweiten Weltkriegs beschädigt und anschließend mit einfacheren Formen der Backsteingotik erneuert.
Ähnlich wie es am Westbau und Chor des Domes der Fall ist, sind die Strebepfeiler am Chor und den Querschiffen der Johanniskirche zu Eckverstärkungen reduziert. Die Wände des quadratischen Chores werden durch drei schmale, spitzbogige Fenster mit einfach abgeschrägter Laibung gegliedert. Sie bilden eine pyramidal ansteigende Fenstergruppe. Die Ostwände des Querhauses werden von zwei Fenstern durchbrochen. Die Fenster der Nord- und Südseite des Querhauses stehen in Bezug zu den gleichartigen Fenstern der Halle, welche die ersten hohen, vierteiligen gotischen Fenster in Osnabrück waren.
Der gewaltige verquaderte Westbau ist abgesehen von seiner zwölfteiligen Maßwerk-Rose und den Eckverstärkungen ungegliedert. Seine untere Westfront wurde stark restauriert. Die Fensterrose entstand vor dem Zweiten Weltkrieg nach einem Entwurf von Dominikus Böhm. Der ursprünglich portallose Westbau gilt als Beispiel für die andauernde Orientierung an niedersächsischen und westfälischen Bauelementen. Aus dem mächtigen Unterbau erwachsen zwei dreigeschossige Türme. Die unteren Stockwerke sind durch einen Westriegel miteinander verbunden. Dessen Fenster weisen die gleichen Maßwerkformen auf wie die Fenster der unteren Turmgeschosse, mit denen sie auf gleicher Höhe liegen. Der Nordwestturm hat ein schlichtes Pyramidendach. Den Südwestturm ziert eine schlichte Barockhaube mit Laterne, die die Brände des Zweiten Weltkrieges überstanden hat. Der Ausbau der oberen Turmgeschosse zog sich bis in das 14. Jahrhundert hinein. Damals wurden auch die Quersatteldächer und Spitzgiebel des Langhauses hinzugefügt.

### Innenraum

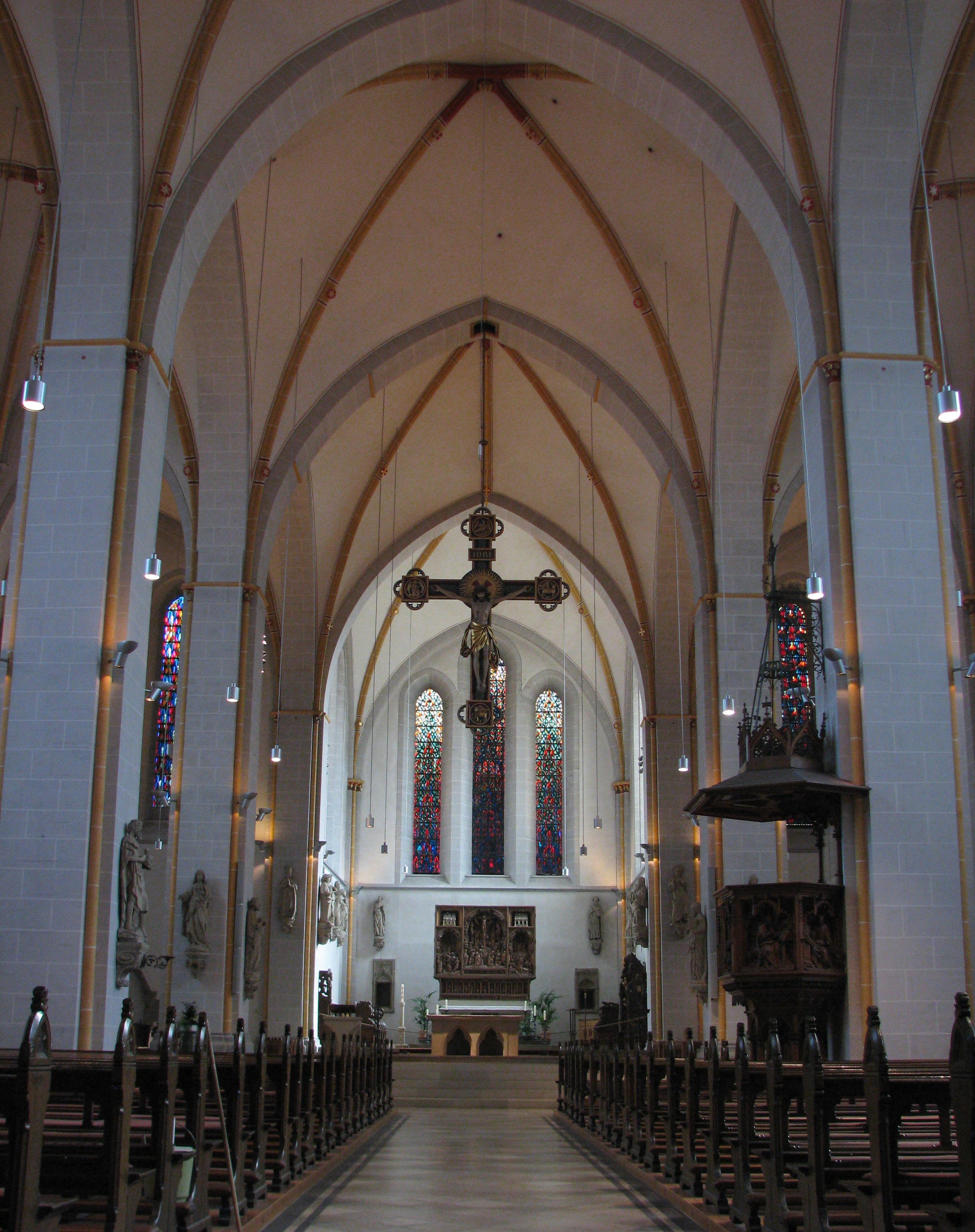
Blick zum Chor mit dem Triumphkreuz, der Kanzel und dem Hochaltar von 1512 (Künstler: Meister des Hochaltars der Osnabrücker Johanniskirche)

Das Innere der Kirche zeichnet sich durch Höhe und Weite aus. Die gleich hohen Schiffe der Kirchenhalle und hohe, breite Maßwerkfenster in den Seitenschiffen ergeben einen lichten Innenraum. Während die Ost- und Westbauten mauerhaft konzipiert sind, ist die Halle für die Mitte des 13. Jahrhunderts zukunftsweisend. In ihr sind zisterziensische Strenge und klassische Schönheit vereint. Obwohl der kreuzförmige Grundriss und verschiedene Bauelemente romanische Nachklänge zeigen, lässt sich der gesamte Raumeindruck in die Frühgotik einordnen.
Die Fundamente der Chöre der vorherigen Kirchen befinden sich unter der Vierung, dem Mitteljoch des Querschiffs. Zu der Vierung führen vom Chor aus vier Stufe hinab. Durch ornamentierte Schlusssteine wird das Gewölbe hier achtteilig betont, und die Birnstabrippen sind mit Zierscheiben versehen. Es ist das größte Gewölbefeld der Kirche. An die Vierung schließen sich im Norden und im Süden je ein Kreuzarm, sowie das gotische Langhaus an, das aus dreimal drei Gewölbefeldern gebildet wird. Die Breite der im Osten fast quadratischen Joche fällt von Osten nach Westen ab. Im Westbau finden das Mittelschiff und die Seitenschiffe ihre Verlängerung und ihren Abschluss.

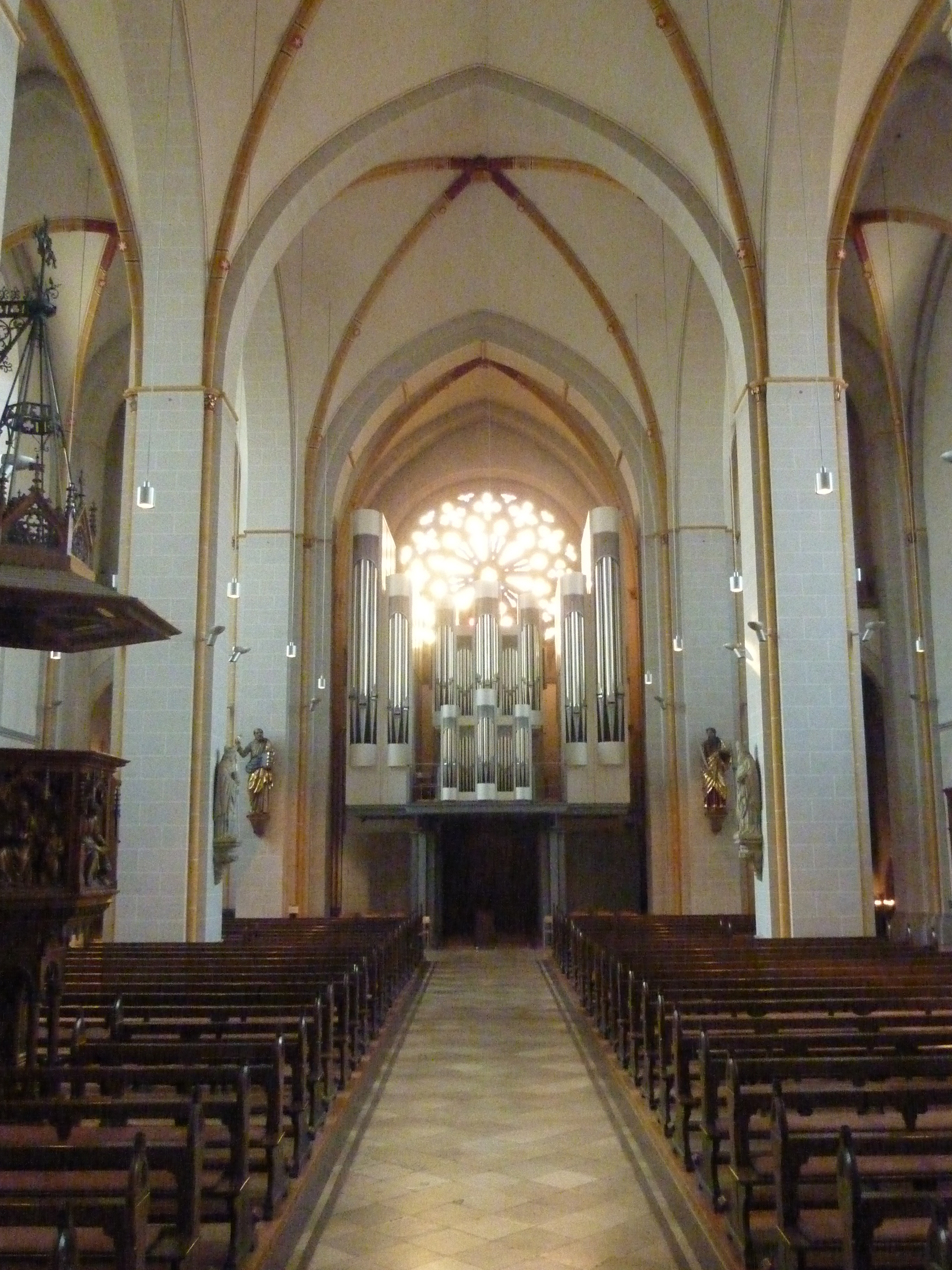
Innenansicht zur Orgel im Westen

 Die drei Schiffe des Langhauses haben das klassische Breitenverhältnis 1:2:1. Dünne Pfeiler trennen das Mittelschiff von den Seitenschiffen. Die Scheitel der Kreuzrippengewölbe sind etwa 18 m hoch und aus Bruchstein rund gemauert. Die gleichmäßigen, breiten und unprofilierten spitzbogigen Gurt- und Schildbögen sind nicht abgetreppt. Sie werden nur an den Baunähten zwischen Vierung, Schiff und Westbau durch dünne, quergelegte Rundstäbe ergänzt. Im Hinblick auf die Entstehungszeit im 13. Jahrhundert sind die quadratischen Pfeiler mit eingestellten dünnen Eckdiensten sehr schlank und der Übergang in die Gewölbezone nur wenig betont. Nur ein knapper Kämpfer trennt Pfeiler, Gurt und Schildbogen. Er ist zugleich Deckplatte für die Kapitelle mit Knospen und Blattwerk. Während die Kapitelle im Ostteil nur sehr sparsame Stängel-, Knospen- und Blattformen darstellen, zeigen sie im Langhaus reiches, naturalistisches Blattwerk. Die Kapitellornamentik erinnert an die Marburger Elisabethkirche. Die Pfeilerformen von St. Johannis lassen sich mit denen von St. Ludgeri zu Münster und den Kirchen in Braunschweig vergleichen.

## Sakristei
Zwischen Chor und dem südlichen Querschiffarm befindet sich die Sakristei. Im Inneren ist sie quadratisch angelegt. Ein mittlerer Bündelpfeiler und entsprechende Wandvorlagen tragen die vier Kreuzgewölbefelder. Die Sakristei ist mit einem Zeltdach gedeckt. Vier dreigeteilte Fenster bringen Tageslicht in den Raum. Der aus Bronze gegossene Türzieher zeigt einen Löwenkopf auf einem Vierpass aus Weinlaub. Er hält den Zugring im Maul und wird auf den Anfang des 14. Jahrhunderts datiert.

## Kreuzgang
Der dreiflügelige Kreuzgang verläuft an der Nordseite der Kirche. Die Entstehungszeit lässt sich aufgrund des gotischen Maßwerks und der Konsolen auf den Anfang des 14. Jahrhunderts datieren. Der Kreuzgang umfasst dreißig hintereinanderliegende Joche. In den einzelnen Jochen weist er offene, dreiteilige Arkaden auf, von denen die mittlere jeweils leicht ansteigt (ähnlich wie bei der Fensterform der Dominikanerkirche in Osnabrück). Er ist mit einem Kreuzgewölbe aus Bruchsteinen geschmückt und seine Außenwände sind aus Quadern errichtet. Zwei Kapellen aus dem 14. Jahrhundert sind angegliedert. Der Kreuzgang kann direkt von der Straße betreten werden. Ein Zugang befindet sich auf der Seite der Johannisstraße, der zweite öffnet sich zur Johannisfreiheit. Aus dem Inneren der Kirche gibt es entweder durch ein Portal im nördlichen Querschiff direkten Zugang in den Ostteil des Kreuzgangs, oder durch eines im nördlichen Seitenschiff des Westbaus. Dieses Portal führt in den Vorraum des Kreuzgangs.

## Andachtskapelle
Die Osnabrücker Patrizierfamilie von Bar stiftete Anfang des 14. Jahrhunderts die Andachtskapelle. Sie wird auch Kreuzkapelle genannt. Das Mauerwerk der Kapelle besteht aus Quadern und Bruchsteinen. Das ansonsten schmucklose Äußere erlangt so farbliche Bewegung. An der Süd- und Westseite befindet sich je ein zweigeteiltes Maßwerkfenster mit Fünfpass. Den Eingang ziert ein schlichtes spitzbogiges Portal. Die zwei hohen Kreuzgewölbe sind aus Ziegelsteinen errichtet. Die Gurt- und Diagonalrippen sind zur Zierde doppelt gekehlt. Die Schlusssteine sind mit Wappen verziert, auf denen Bären zu sehen sind. Sie erinnern an die Familie von Bar. In der Kapelle steht heute ein von Walter Mellmann gestalteter moderner Altar. Über ihm befindet sich das Tabernakel. An der Südwand befindet sich eine Hälfte einer ehemaligen Doppelmadonna im Strahlenkranz aus dem Anfang des 15. Jahrhunderts. Die zweite Hälfte befindet sich in der St. Ansgarkirche in Osnabrück-Nahne.

## Kapitelhaus
An der Nordseite des Chores und der Ostseite des Kreuzgangs befinden sich die zwei Flügel des Kapitelhauses. Aufgrund zahlreicher Umbauten ist die Datierung umstritten.

## Ausstattung

### Hochaltar der Johanniskirche

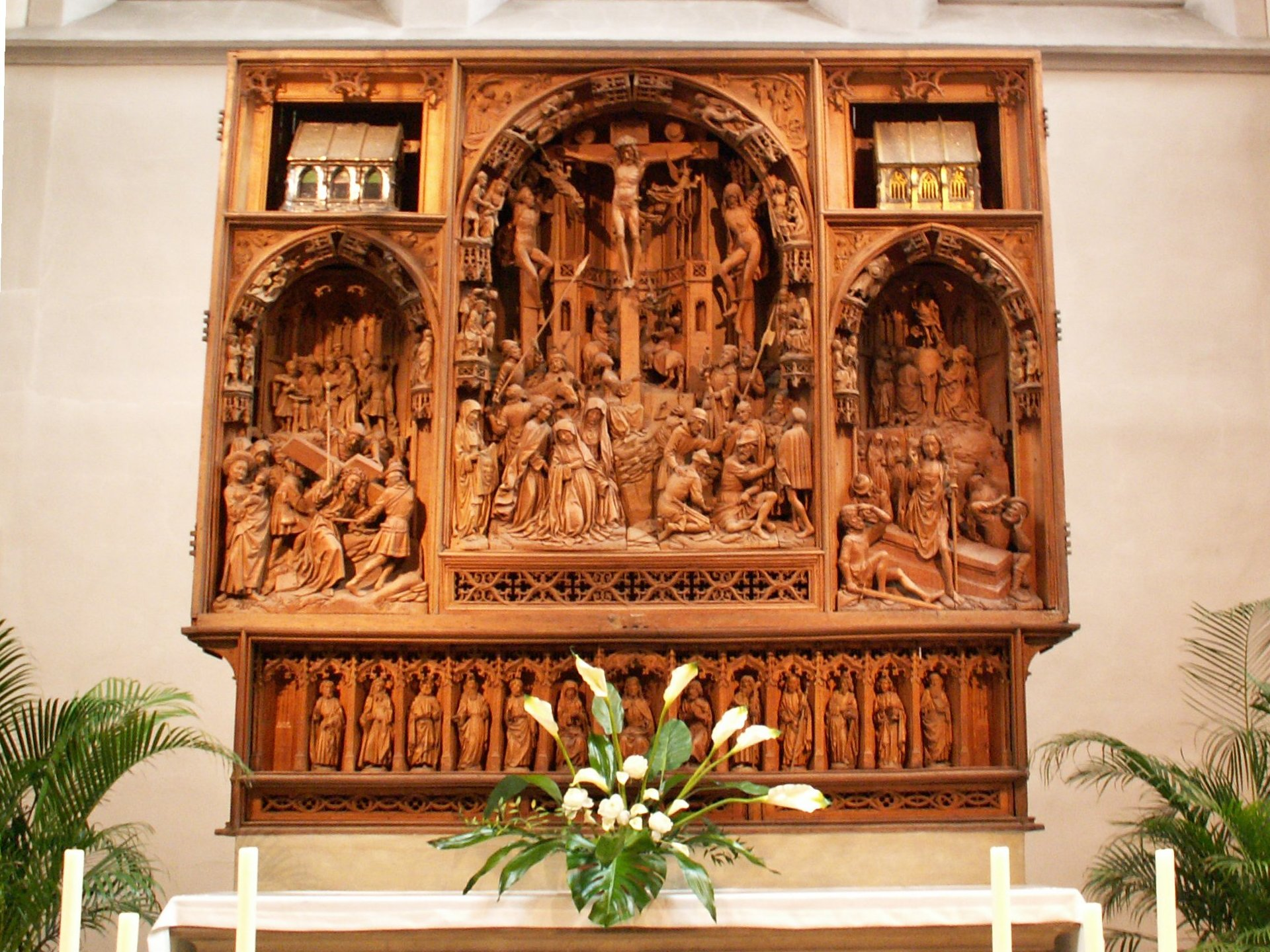
Hochaltar

Der Hochaltar der Johanniskirche zählt zu den bedeutenden Arbeiten des münsterischen Bildhauers Evert van Roden.
Der hölzerne Schrein des großen Passionsaltars der Johanniskirche von 1512 steht wieder an seinem ursprünglichen Platz im Chor der ehemaligen Stiftskirche. In der Mitte des 19. Jahrhunderts befand er sich an der Ostseite der nördlichen Turmhalle. Einer Predigt, 1856 zum 600-jährigen Jubiläum der Kirche gehalten, lässt sich entnehmen, dass es sich um einen Hochaltar handelt. Diese Annahme wird bestärkt durch die Größe des Altars und mehrere Abbildungen des Kirchenpatrons auf ihm. Der noch erhaltene Mittelschrein ist 2,70 m hoch und 3,77 m breit, demnach lässt sich die ursprüngliche Gesamtbreite auf 7,54 m schätzen.
Der erhaltene Altarschrein ist ein aus Eichenholz geschnitztes Mittelteil eines Wandelaltars. Scharniere an beiden Seiten des Schreins zeigen, dass es sich ursprünglich um einen Flügelaltar gehandelt haben muss, die Flügel fehlen jedoch seit unbestimmter Zeit. Die geschnitzten Figuren waren vermutlich ursprünglich farbig, sind jedoch inzwischen ungefasst. Die aus kräftigen Eichenbohlen geschaffenen Reliefs sind von großer plastischer Wirkung.
Im Mittelfeld ist der figurenreiche Kalvarienberg zu sehen und in den Seitenfeldern sind weitere Passionsszenen dargestellt: auf der linken Seite Christus vor Pontius Pilatus und die Kreuztragung, auf der rechten Auferstehung und Himmelfahrt. In der Predella befinden sich fünfzehn Nischen mit einer Deesisgruppe und Apostelfiguren. Die oberen, querrechteckigen Felder des Schreines sollen ursprünglich für die Aufstellung zweier Reliquienschreine des 15. Jahrhunderts bestimmt gewesen sein, die sich in der Sakristei der Kirche erhalten haben. Allerdings enthalten die Nischen mittlerweile Reliefs und Figuren unterschiedlicher Herkunft, wie links die Enthauptung des Johannes um 1525 und rechts die heilige Ursula aus der Werkstatt van Rodens. Das letztere Werk ist wahrscheinlich eine vom Hauptmeisters selbst angefertigte Figur, die um 1515 entstanden ist. Vergleichend lässt sich hierzu die Ursula im Suermondt-Museum in Aachen anführen.
Obwohl der Hochaltar der Johanniskirche zu Osnabrück sich durch seine Kastenform und seine mit Statuetten geschmückte Predella dem äußeren Erscheinungsbild westfälischer Altäre anlehnt, gehört er aufgrund seines Ausbaus und seiner herausragenden künstlerischen Qualität zu den besonders erwähnenswerten Altären Westfalens und Nordwestdeutschlands.
Seine klare Dreiteilung mit einer Mittelüberhöhung, sein dreifaches Tormotiv und seine Proportionen zeigen zudem seine Nähe zu Brüsseler Altartypen des 15. Jahrhunderts und zur Malerei Rogier van der Weydens. Hierbei sind Einzelmotive wie der Kapellenschrein und die Verwendung von Maßwerkleisten sogar Hinweise auf direkte Abhängigkeiten. Auffällig ist die Anlehnung van Rodens an flandrische Vorbilder beim Aufbau des Altars und teilweise beim Figurenstil. Außerdem wird der Bezug zur einheimischen Tradition an der Predella mit ihren Figurennischen deutlich. Vergleichende Beispiele hierzu sind der Passionsaltar und die Lettnerfiguren in der ehemaligen Klosterkirche zu Marienfeld im Kreis Gütersloh und die Kreuzigungsgruppe an der Kleinen Kirche in Osnabrück.

### Mittelalterliche Sandsteinplastiken
An den Wänden des Chores und an den rechteckigen Vierungspfeilern befinden sich insgesamt sechzehn lebensgroße Sandsteinfiguren von Salvator, Maria, Johannes dem Täufer, Johannes dem Evangelisten und den zwölf Aposteln. Sie gelten als herausragend auf dem Gebiet mittelalterlicher Plastik in Osnabrück. Die Unterschiede in der Gestaltung lassen auf mehrere verschiedene Künstler schließen.
Die zwei Johannesfiguren, die sich an der Innenseite der östlichen Vierungspfeiler befinden, sind zeitlich um 1400 einzuordnen und sind die frühesten der Figuren. Die Figuren der Apostel sind weiterentwickelt und stehen teilweise in Beziehung zu den Chorfiguren der Marienkirche, die etwa aus der gleichen Zeit stammen. Die spätesten Figuren sind um 1440 entstanden. Salvator und Maria zieren jeweils die Westseite der zwei östlichen Vierungspfeiler. Zehn der Apostelfiguren sind in den Gewänden des Chores platziert. Die zwei überlebensgroßen Figuren der Apostelfürsten Paulus und Petrus befinden sich an den Innenseiten der beiden westlichen Vierungspfeiler und stammen aus dem Hochaltar der Jesuitenkirche. Sie wurden im Jahr 1630 von Jeremias Geisselbrunn aus Köln gefertigt. Alle Apostelfiguren haben einen gefühlsbetonten Ausdruck in Gestalt und Gesicht, während die Körper eher blockhaft scheinen.
An der Südwand des südlichen Querschiffsarmes stehen zusätzlich vier kleinere Sandsteinfiguren. Die beiden mittleren sind etwa einen Meter hoch, die äußeren sind etwas kleiner. Es handelt sich um Figuren der heiligen Katharina, des Papstes Cornelius, des Bischofs Detmar und des heiligen Hieronymus.

### Sakramentshäuschen

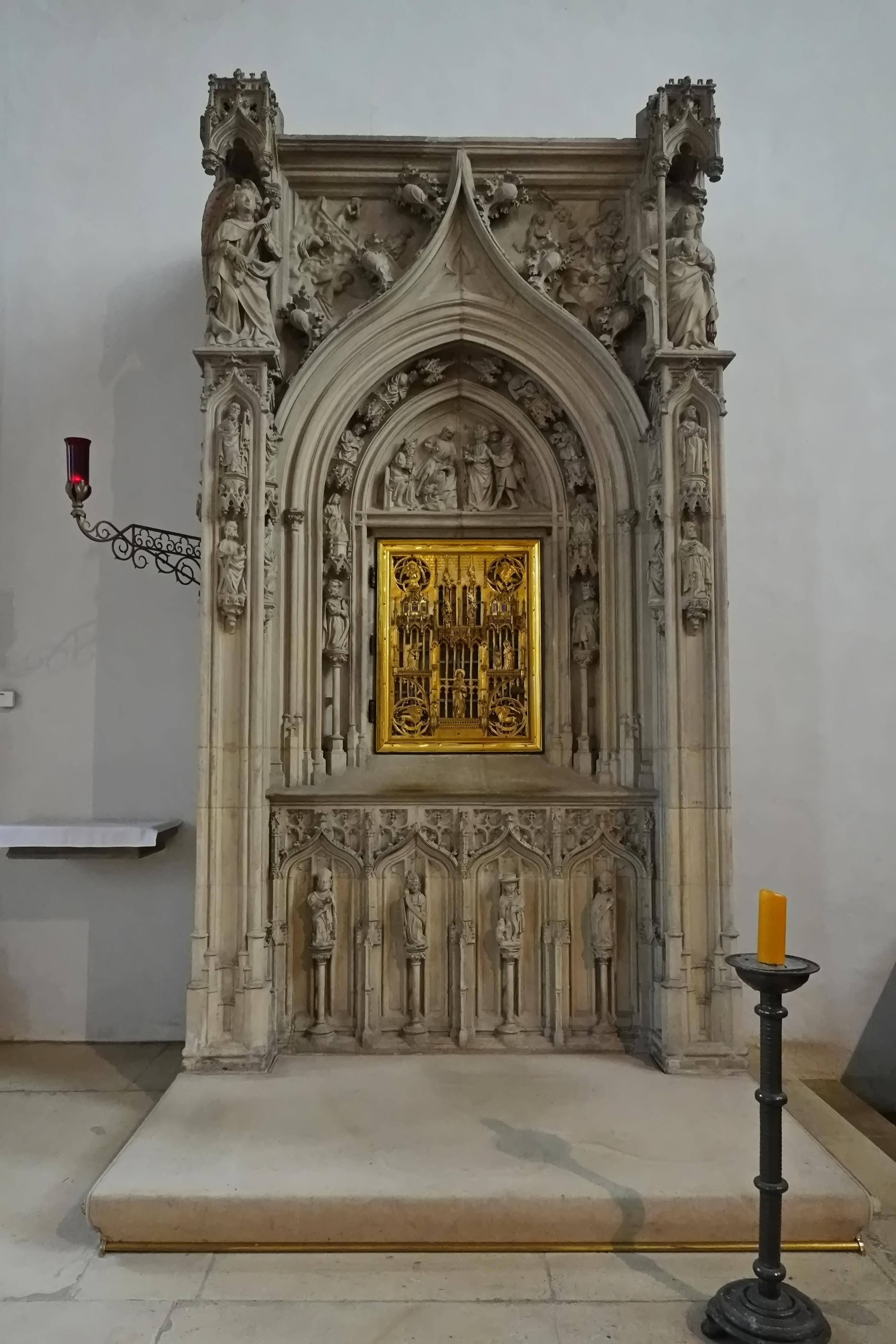
Sakramentshäuschen aus Sandstein (um 1440) an der Ostwand des südlichen Querhauses.
(Das Bild ist auf Commons annotiert)

Das reich verzierte Sakramentshäuschen aus Sandstein ist nicht vollständig erhalten, der obere Aufsatz fehlt. Es ist etwa in der Mitte des 15. Jahrhunderts entstanden. An der Vorderseite sind rechts und links zwei vorgelagerte Pilaster, die jeweils mit einem prachtvollen Baldachin nach oben ihren Abschluss finden. Darunter ist rechts Maria zu sehen und links der Erzengel Gabriel. Sie stellen die Verkündigungsszene dar. Diese ist auch das Motiv der vergoldeten Tabernakeltür, die sich in der Mitte befindet. Zudem sind Darstellungen aus dem Leben Johannes des Täufers, die zwölf Apostel und die vier Kirchenlehrer Augustinus, Ambrosius, Gregor und Hieronymus erkennbar.

### Portale
Die Portale der Kirche stammen aus dem 13. Jahrhundert. Nur das westliche Nordportal ist original erhalten. Das Brautportal auf der Südseite war ursprünglich mit einem Kleeblattbogen verziert.

### Chorgestühl
Im Chor der Kirche gibt es zwei zweireihige Chorgestühle. Das Gestühl an der Südseite des Chores umfasst vier Sitze, dass an der Nordseite acht. Aufgrund ihrer dekorativen Gestaltung lassen sie sich auf den Anfang des 14. Jahrhunderts datieren. Besonders die Wangen der Gestühle sind ikonographisch vielseitig gestaltet.
Der so genannte Dreisitz, das aus Eichenbohlen geschnitzte Gestühl, entstand etwa um 1380. Dieser Chorstuhl ist mit gotischem Maßwerk, Figuren und Laubwerk reich geschmückt. In seiner Dachschräge ist wie auch beim Hauptaltar die Deesis in Kurzform in einem Fries dargestellt. An der Sitzflächenrückwand sind im Maßwerk Geißel, Kreuz, Nägel, Rute und Dornenkrone, sowie weitere Motive der Leidensgeschichte dargestellt. Wie bei den zweireihigen Chorgestühlen sind die Seitenwangen besonders geschmückt. Auf der linken Wange ist Moses vor dem brennenden Dornbusch zu erkennen, rechts die Opferung Isaaks durch Abraham.

### Epitaphien
In der Kirche sind mehrere Epitaphien vorhanden. Sie sind alle in westfälischen oder Osnabrücker Bildhauerwerkstätten entstanden. An der Westwand des nördlichen Querschiffarmes befindet sich das Sandsteinepitaph für den Dekan Mellinghaus, ein um 1560 entstandenes Relief des Jüngsten Gerichtes in einer klassischen Renaissance-Umrahmung von Johann Brabender. Links neben der Orgel ist über einem Türsturz das Sandsteinepitaph für Konrad von der Borgh von 1586 in die Ostwand des nördlichen Querschiffarmes eingelassen. Eine Ölbergszene und der Stifter werden dargestellt. Im südlichen Querschiffsarm hat das dritte Sandsteinepitaph seinen Platz. Es handelt sich um ein Relief der Grablegung Christi für den Dekan Eberhart A. Mallincroth. Der Osnabrücker Bildhauer Adam Stenelt fertigte es im Jahr 1606. An der Ostwand des südlichen Querschiffarmes befindet sich ein Relief mit der großfigurigen Szene „ecce homo“, welches um 1640 entstanden ist. Es erinnert an das Epitaph des Domdechanten von Letmathe von dem Bildhauer Gerhard Gröninger im Dom zu Münster.
Im Kreuzgang befinden sich neben zwei um 1520/25 entstandenen Kreuzigungsreliefs aus der Werkstatt des Meisters von Osnabrück auch zwei weitere, aber beschädigte Epitaphe. Eingelassen in die Nordwand des Kreuzganges ist das Sandsteinepitaph für Caspar Monnick, der 1597 gestorben ist. Es zeigt den Stifter unter dem Kreuz kniend und im Hintergrund die Szene der Auferstehung. Über dem Zugang zur heutigen Beichtkapelle befindet sich das Epitaph der Familie von Stael. Das Hauptrelief zeigt ebenfalls die Szene er Auferstehung. Im Hintergrund sind weitere Szenen aus dem Leben Jesu dargestellt. Unter dem Hauptrelief sind die Kinder und Enkelkinder des 1951 verstorbenen Ehepaars zu erkennen.

### Orgel
Die Hauptorgel von St. Johann befindet sich auf der Orgelempore im Westwerk, unterhalb der großen Fensterrosette.
Bis 2022 stand dort ein Instrument, welches 1978 von der Orgelbaufirma Kreienbrink (Georgsmarienhütte) erbaut worden war, unterWiederverwendung von Pfeifenmaterial (insgesamt 17 Register) der historischen Vorgängerorgeln aus dem 18. Jahrhundert. 1998 war das Instrument von Orgelbau Kreienbrink umgebaut, und in einem neuen Gehäuse auf der Westempore aufgestellt worden. Die Orgel hatte 48 klingende Register. Die Tontrakturen waren mechanisch, die Registertrakturen elektrisch.
| Pedalwerk C–f1 |                |         |
| 1.             | Prinzipalbass  | 16′     |
| 2.             | Subbass        | 16′     |
| 3.             | Quintbass      | 10 2⁄3′ |
| 4.             | Oktavbass      | 8′      |
| 5.             | Gedacktbass    | 8′      |
| 6.             | Choralbass     | 4′      |
| 7.             | Nachthorn      | 2′      |
| 8.             | Mixtur V       | 2 ⁄3′   |
| 9.             | Bombarde (C–H) | 32′     |
| 10.            | Posaune        | 16′     |
| 11.            | Trompete       | 8′      |
| 12.            | Schalmei       | 4′      |

| I Rückpositiv C–g3 |                |       |
| 13.                | Rohrflöte      | 8′    |
| 14.                | Quintade       | 8′    |
| 15.                | Prinzipal      | 4′    |
| 16.                | Flute douce    | 4′    |
| 17.                | Oktave         | 2′    |
| 18.                | Quinte         | 1 ⁄3′ |
| 19.                | Oktävlein      | 1′    |
| 20.                | Sesquialter II | 2 ⁄3′ |
| 21.                | Scharff IV-V   | 1′    |
| 22.                | Dulzian        | 16′   |
| 23.                | Krummhorn      | 8′    |
|                    | Tremulant      |       |

| II Hauptwerk C–g3 |                 |       |
| 25.               | Quintadena      | 16′   |
| 26.               | Prinzipal       | 8′    |
| 27.               | Offenflöte      | 8′    |
| 28.               | Gedackt         | 8′    |
| 29.               | Oktave          | 4′    |
| 30.               | Gemshorn        | 4′    |
| 31.               | Quinte          | 2 ⁄3′ |
| 32.               | Oktave          | 2′    |
| 33.               | Sesquialter III |       |
| 34.               | Mixtur V        | 2′    |
| 35.               | Zimbel III      | 1⁄2′  |
| 36.               | Trompete        | 16′   |
| 37.               | Trompete        | 8′    |
|                   | Tremulant       |       |

| III Schwellwerk C–g3 |                 |        |
| 39.                  | Gemshorn        | 8′     |
| 40.                  | Gamba           | 8′     |
| 41.                  | Voix céleste II | 8′     |
| 42.                  | Prinzipal       | 4′     |
| 43.                  | Traversflöte    | 4′     |
| 44.                  | Nasat           | 2 ⁄3′  |
| 45.                  | Waldflöte       | 2′     |
| 46.                  | Terz            | 1 3⁄5′ |
| 47.                  | Mixtur V        | 1 ⁄3′  |
| 48.                  | Basson          | 16′    |
| 49.                  | Trompette harm. | 8′     |
| 50.                  | Oboe            | 8′     |
|                      | Tremulant       |        |

- Koppeln:

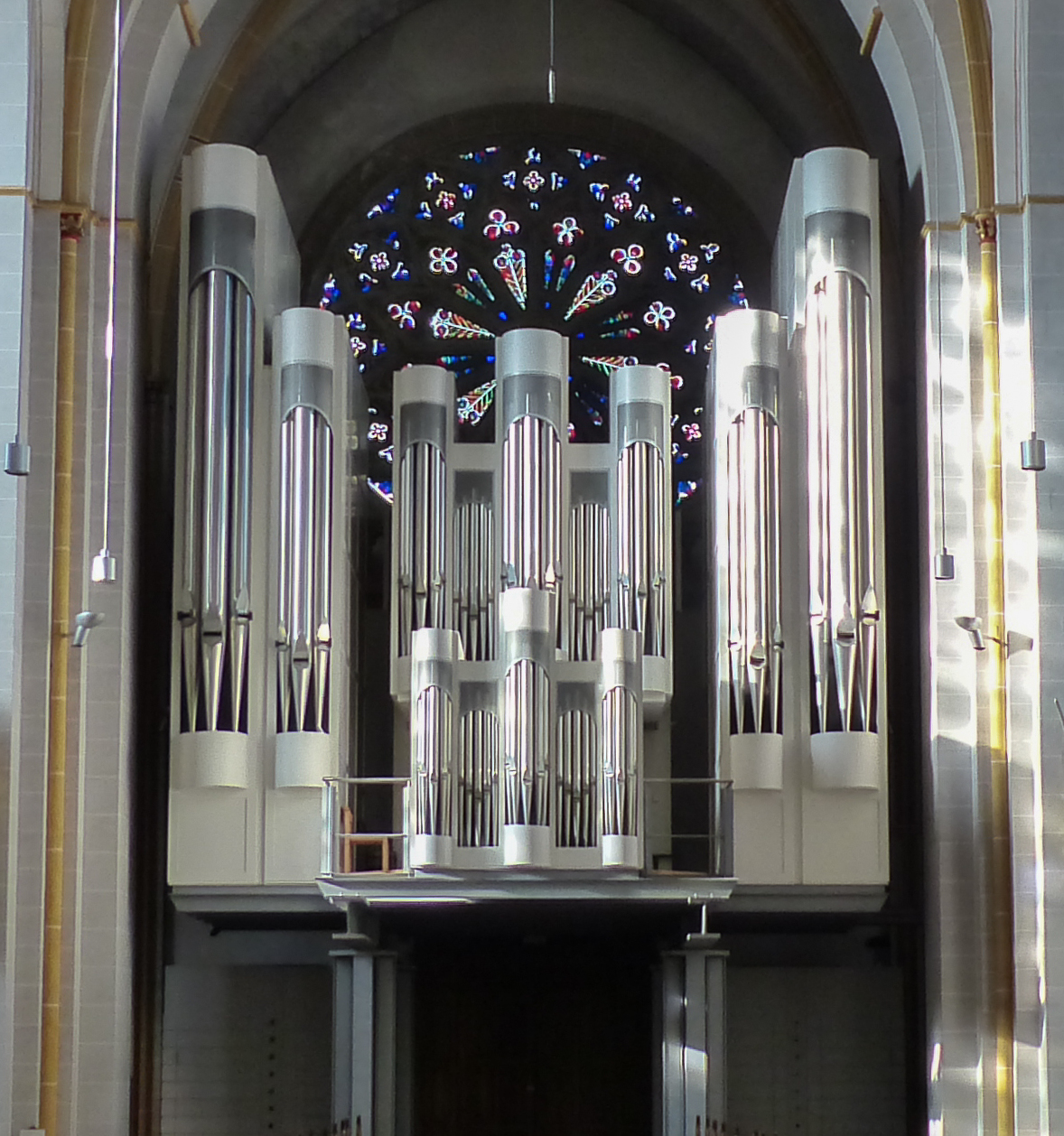
Orgel von Kreienbrink (bis 2022)

  - Normalkoppeln: I/II, III/II, I/P, II/P, III/P
  - Suboktavkoppeln: II/II, III/III, III/II
- Nebenregister: Zimbelstern
- Spielhilfen: 128-fache Setzeranlage, Sequenzer, Crescendowalze, Absteller (Zungen ab, Mixtur ab, Walze ab)

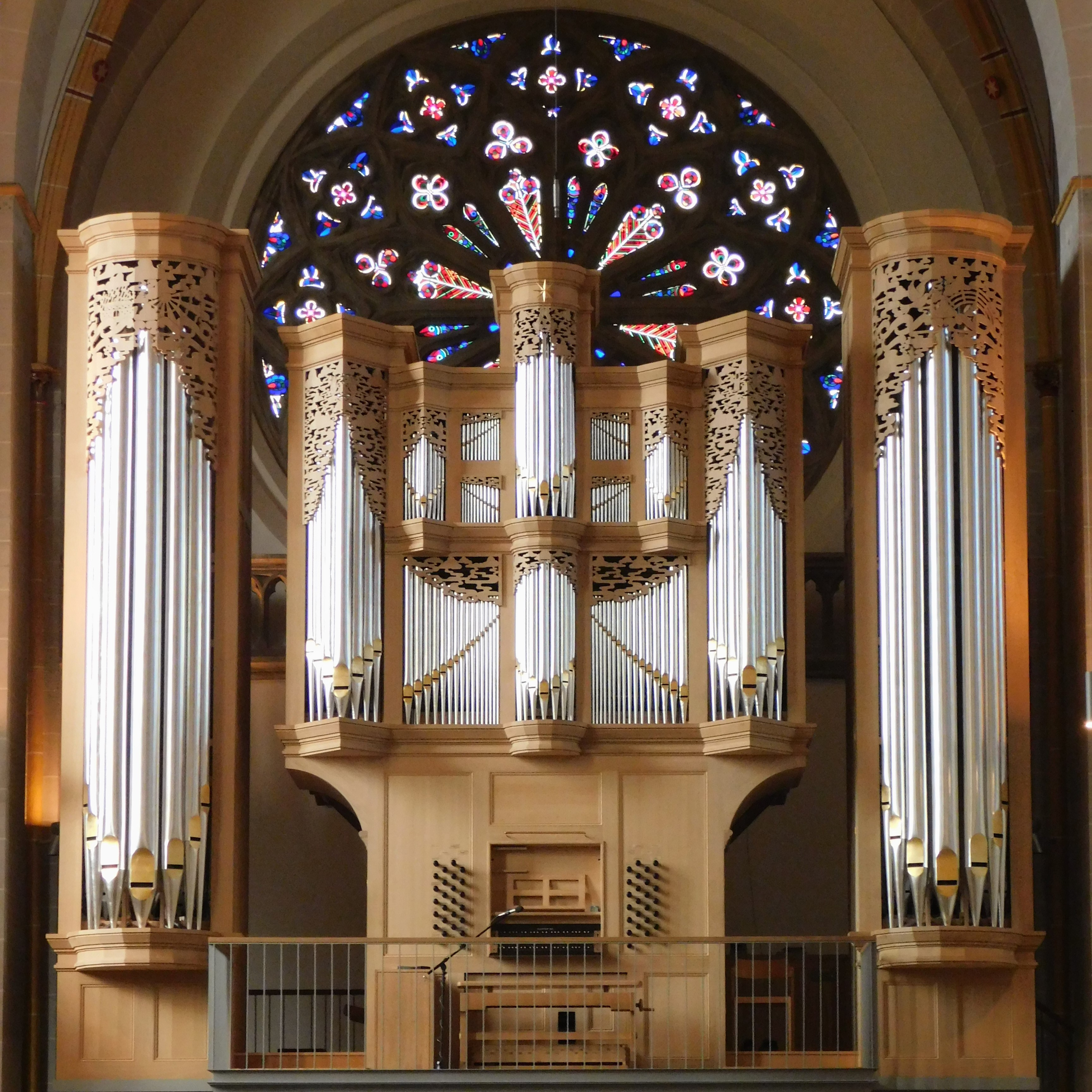
Orgel von Flentrop (2024)

Das heutige Instrument wurde 2022–2024 von Flentrop Orgelbouw erbaut. Es ist eine erweiterte Rekonstruktion der Orgel von 1784–1787 (II/P/30). Einbezogen wurden 600 erhaltene Berner-Pfeifen und 200 Pfeifen von Georg Slegel (1592), aus dessen Werk Berner 10 Register übernommen hatte. Der Erweiterungsumbau von Carl Haupt (1886) und die Neubauten von Franz Breil (1953) und Orgelbau Kreienbrink (1978/1998) verwendeten das historische Pfeifenmaterial aus dem 16. und 18. Jahrhundert jeweils wieder. Die heutige Orgel verfügt über 44 klingende Register auf drei Manualen und Pedal und mechanische Trakturen. Die Disposition lautet entsprechend den historischen Bezeichnungen wie folgt:
| I Manual CD–f3 |                 |       |
| 1.             | Quintadena      | 16′   |
| 2.             | Principael      | 8′    |
| 3.             | Hohlflöte       | 8′    |
| 4.             | Gedaeckt        | 8′    |
| 5.             | Octawe          | 4′    |
| 6.             | Spitzflöete     | 4′    |
| 7.             | Quinta          | 3′    |
| 8.             | Super Octawe    | 2′    |
| 9.             | Nasat Quinta    | 1 ⁄2′ |
| 10.            | Mixtur V        |       |
| 11.            | Sexquialter III |       |
| 12.            | Schärffe III    |       |
| 13.            | Fagott          | 16′   |
| 14.            | Trompette       | 8′    |

| II Oberwerk CD–f3 |                  |    |
| 15.               | Salicional       | 8′ |
| 16.               | Floete Trawer    | 8′ |
| 17.               | Rohrflöete       | 8′ |
| 18.               | Prinzipael       | 4′ |
| 19.               | Gemshorn         | 4′ |
| 20.               | Duss Flöete      | 4′ |
| 21.               | Octawe           | 2′ |
| 22.               | Waltflöt         | 2′ |
| 23.               | Rauschpfeiffe II |    |
| 24.               | Vox Humana       | 8′ |

| III Hinterwerk CD–f3 |                |        |
| 25.                  | Principael     | 8′     |
| 26.                  | Gedaeckt       | 8′     |
| 27.                  | Voce Umana     | 8′     |
| 28.                  | Viola da Gamba | 8′     |
| 29.                  | Querflöete     | 4′     |
| 30.                  | Nasat          | 3′     |
| 31.                  | Flöete         | 2′     |
| 32.                  | Tertia         | 1 3⁄5′ |
| 33.                  | Oboe d'Amore   | 8′     |
| 34.                  | Schalmey       | 8′     |

| Pedael CD–d1 |              |     |
| 35.          | Principael   | 16′ |
| 36.          | Subbas       | 16′ |
| 37.          | Rohrquinte   | 12′ |
| 38.          | Octawe       | 8′  |
| 39.          | Quinta       | 6′  |
| 40.          | Octava       | 4′  |
| 41.          | Schärffe III |     |
| 42.          | Posaun       | 16′ |
| 43.          | Trompette    | 8′  |
| 44.          | Cornet       | 2′  |

- Koppeln: I/II B, I/II D, I/III, II/III, I/P, II/P, III/P
- Nebenregister: Tremulant, Cimbelstern, Nachtigall

### Kirchenschatz
Der bedeutende Kirchenschatz der Johanniskirche aus dem 11.–19. Jahrhundert besteht aus einem Kapitelkreuz von 1150, zwei versilberten Sitzfiguren (ein Bischof aus dem 13. Jahrhundert und eine Madonna aus dem 14. Jahrhundert) und zahlreichen Kelchen aus dem 14.–18. Jahrhundert. Die Altargeräte aus dem 18. Jahrhundert stammen im Wesentlichen aus Augsburg und Osnabrück.

## Glocken
In den Türmen der Johanniskirche hängt ein siebenstimmiges Geläut mit Glocken aus unterschiedlichen Jahrhunderten:
Glocken I-III hängen im Südturm, Glocken IV - VII im Nordturm
- I. Ton h°, gegossen 1855/56 von Jean Baptist Dubois
- II. Ton cis', gegossen 1646 von Joseph Michelin
- III. Ton e', gegossen 1953 von Petit & Gebr. Edelbrock in Gescher
- IV. Ton gis', gegossen 1366 von einem unbekannten Gießer
- V. Ton ais', gegossen 1591 von einem unbekannten Gießer
- VI. Ton cis", gegossen 1751 von Andreas Lindner
- VII. Ton eis", gegossen 1300 von einem unbekannten Gießer